# Východosachalinské hory
Východosachalinské hory (rusky Восточно-Сахалинские горы) je horský hřeben ve východní části ostrova Sachalin v Sachalinské oblasti v Rusku. Pohoří se táhne od severu k jihu, délka je asi 280 km a šířka 85 km. 
Východní svahy hor klesají k Ochotskému moři, západní svahy se svažují do údolí řek Tym a Poronaj, které oddělují Východosachalinské hory od Západosachalinských hor. Východosachalinské hory jsou tvořeny kulisovitě uspořádanými vrcholy, které jsou rozděleny podélnými a příčnými horskými údolími.
Nejvyšším bodem je Lopatinova hora (1609 m n. m.), která je nejvyšším vrcholem Sachalinu. Dalšími vysokými horami jsou Balagan (1471 m), Vodorazdělnaja (1428 m), Graničnaja (1511 m) a Hromová hora (1427 m). Východosachalinské hory jsou vytvořeny především z metamorfované horniny. V horách je monzunové podnebí s drsnou zimou, v lednu je průměrně teplota −14 °C, v srpnu je průměrná teplota pouze 16 °C, protože vzduch je ochlazován blízkým Ochotským mořem. Ročně zde naprší 600–1000 mm srážek. Pohoří se vyznačuje intenzivní seizmickou aktivitou.
Svahy hor pokrývá smrkovo-jedlová tajga, vrcholy horská tundra s mechy a lišejníky. V říčních údolích hor roste nejčastěji vrba a topol, místy hloch zelenomasý (Crataegus chlorosarca) a ostružina sachalinská (Rubus sachalinensis). V tajze žije medvěd, rys, liška, kabar pižmový, sobol, veverka a jiní. 
Ve Východosachalinských horách jsou rozsáhlé krasové jeskyně. Podle odhadu ruských jeskyňářů je k roku 2016 prozkoumáno jen 30 % jeskyní a 50 % jejich povrchu. Je možné, že v budoucnu zde budou odhaleny i jeskyně denivelací okolo 500 metrů.
V tajze probíhá intenzivní těžba dřeva.